# Laloux
Laloux is een dorpje in de Belgische provincie Namen. Het ligt in Mont-Gauthier, een deelgemeente van de stad Rochefort. Langs Laloux stroomt de Vachaux, een klein zijriviertje van de Lesse. Lalaux ligt net als Frandeux en Briquemont langs deze Vachau in het zuiden van de deelgemeente, meer dan drie kilometer ten zuiden van het dorpscentrum van Mont-Gauthier.